# 爱问知识人
爱问知识人是新浪网推出的搜索引擎爱问（iask）的子服务。

## 功能
爱问知识人的问答服务机制：用户注册帐号后，可以自由提出问题或回答问题；对于提问者，提问时加入悬赏分数，自提出问题时起，若提问者在提问悬赏期间内认为有满意回答，可选择结束提问，提供满意答案的用户则获得悬赏分数。与百度知道不同，一次追加悬赏分后可以增加15天的问题有效期。

## 竞争对手
爱问知识人的最大竞争对手是刚突破1400万個已解決問題的百度知道。

## 共享资料
共享资料是爱问知识人的一个子内容，由注册用户上传不超过50MB的文件供所有用户下载。其中既有原创，也不乏侵权作品。